# Oligocen
| Eon        | Eratem   | Sistem Perioda | Serija Epoha | Čas (106let)   |
| ---------- | -------- | -------------- | ------------ | -------------- |
| Fanerozoik | Kenozoik | Kvartar        | Holocen      | 0 - 0,0115     |
| Fanerozoik | Kenozoik | Kvartar        | Pleistocen   | 0,0115 - 2,588 |
| Fanerozoik | Kenozoik | Neogen         | Pliocen      | 2,588 - 5,332  |
| Fanerozoik | Kenozoik | Neogen         | Miocen       | 5,332 - 23,03  |
| Fanerozoik | Kenozoik | Paleogen       | Oligocen     | 23,03 - 33,9   |
| Fanerozoik | Kenozoik | Paleogen       | Eocen        | 33,9 - 55,8    |
| Fanerozoik | Kenozoik | Paleogen       | Paleocen     | 55,8 - 65,5    |
| Fanerozoik | Mezozoik | Kreda          | Pozna        | preteklost     |

Oligocen je geološko obdobje v zgodovini Zemlje. Pokriva obdobje od okoli 34 milijonov do okoli 23 milijonov let v preteklost. 
Tako kot v drugih geoloških obdobjih, so sloji materialov ki definirajo to obdobje dobro identificirani, vendar točni datumi začetka in konca niso natančni.
Ime oligocen prihaja iz grške besede "oligos" (nekoliko) in "ceno" (novo) in se nanaša na relativno redko novo obliko moderne faune sesalcev po evolucijski eksploziji v času eocena. Oligocen sledi obdobju eocena in je predhodnik miocenske dobe. Oligocen je tretje in zadnje obdobje paleogenske dobe.
Oligocen pogosto smatrajo kot važno prehodno obdobje med "arhaičnim svetom tropskega eocena in bolj modernega izgleda ekosistema v miocenu." 
Začetek oligocena je naznanilo množično izumiranje, ki ga povezujejo bodisi z udarom zunajzemeljskega objekta v Sibirji in/ali na Zaliv Chesapeake. Oligocensko-miocenska meja ni jasno identificirana na osnovi globalnih dogodkov, temveč preko serije regionalnih meja med toplim oligocenom in relativno hladnim miocenom.